# Genista polyanthos
La aulaga brava   (Genista polianthos) es una especie fanerógama de planta de la familia de las fabáceas.

## Descripción
Arbusto de hasta 1,5 m. Tallo muy ramificado desde la base y terminado en una espina, con 9-13 costillas distantes. Hojas con estípulas; unifoliadas; foliolo de 3-7 x 1-2 mm. Flores solitarias o geminadas. Cáliz de 3,5-5 mm, seríceo o con pelos largos y patentes con tubo casi tan largo como los labios. Corola marcescente, estandarte y quilla seríceos, alas glabras. Legumbre de 9-20 mm, linear-oblonga, con (1-) 2-3 (-5) semillas.

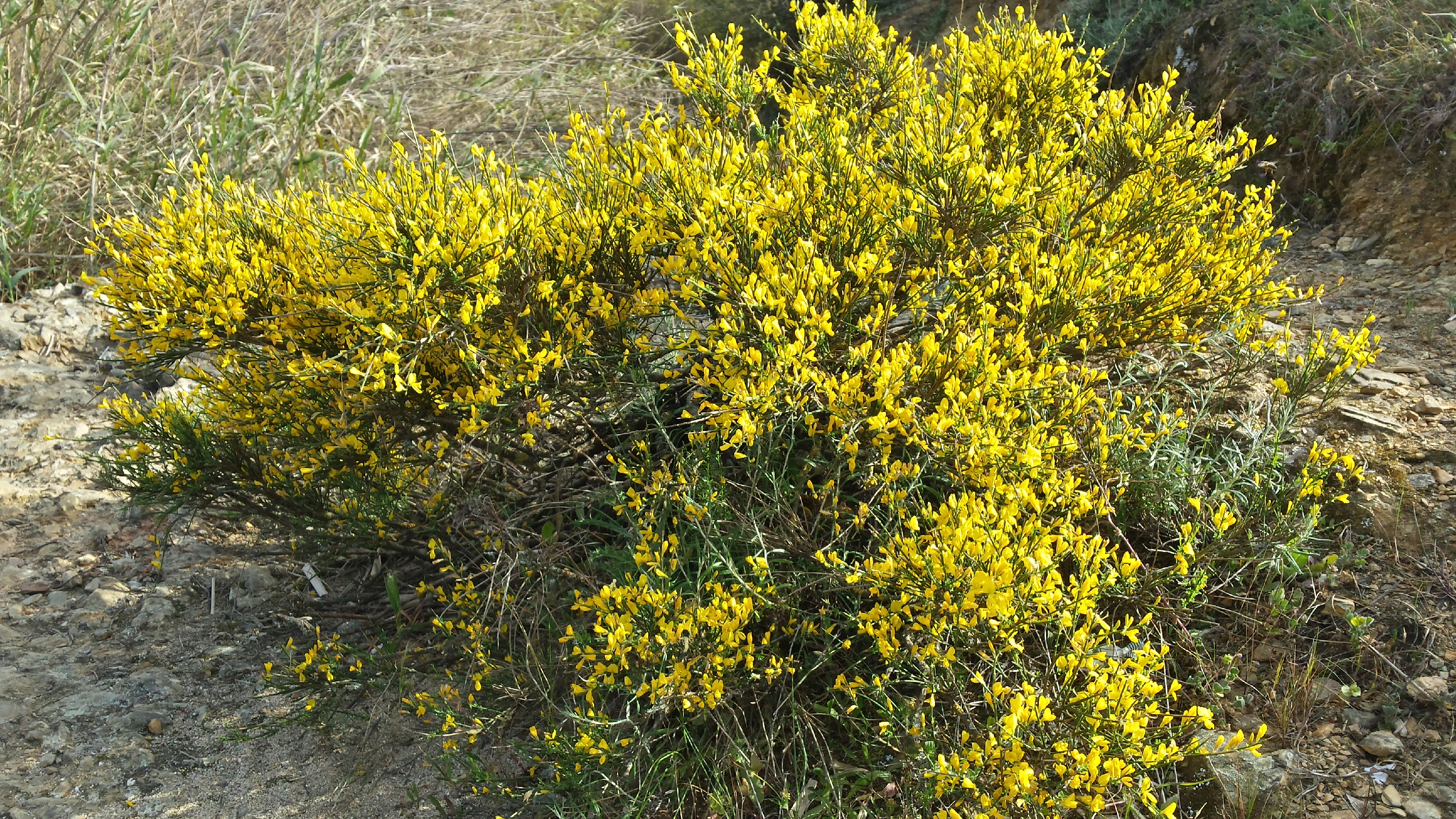
Vista general de la planta

## Distribución y hábitat
Endemismo ibérico, en el sur de la península ibérica desde Portugal hasta la provincia de Jaén. Habita en brezales y jarales, en suelos muy poco desarrollados sobre pizarras y granitos. Florece y fructifica desde el invierno y hasta el inicio del verano.

## Taxonomía
Genista polianthos  fue descrita por R.Roemer ex Willd.  y publicado en Symbolae Botanicae, . . . 1: 51. 1790.
Citología

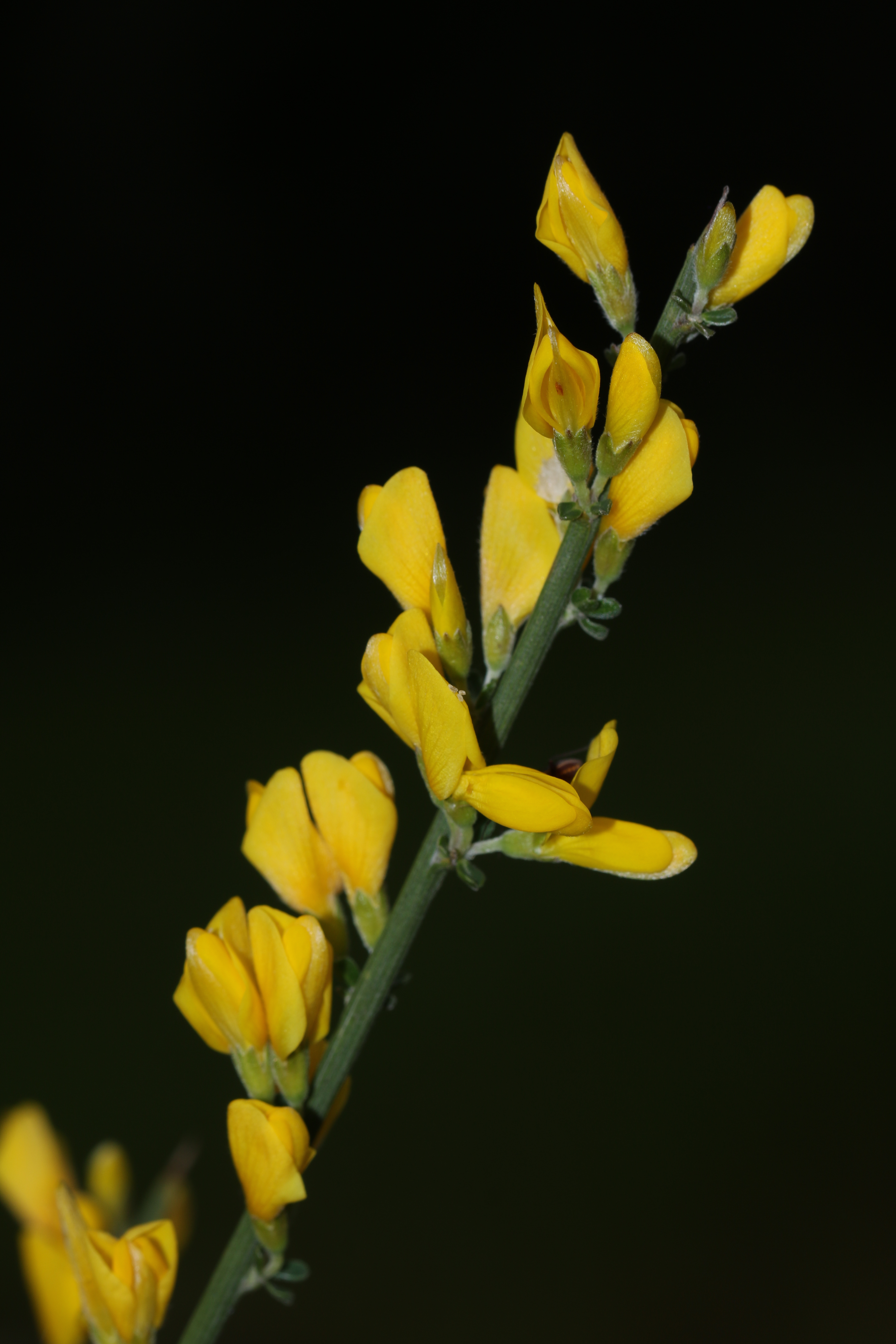
Detalle

Números cromosomáticos de Genista polyanthos (Fam. Leguminosae) y táxones infraespecíficos:  n=12; 2n=24
Etimología
Genista: nombre genérico que proviene del latín de la que los reyes y reinas Plantagenet de Inglaterra tomaron su nombre, planta Genesta o plante genest, en alusión a una historia que, cuando Guillermo el Conquistador se embarcó rumbo a Inglaterra, arrancó una planta que se mantenía firme, tenazmente, a una roca y la metió en su casco como símbolo de que él también sería tenaz en su arriesgada tarea. La planta fue la  llamada planta genista en latín. Esta es una buena historia, pero por desgracia Guillermo el Conquistador llegó mucho antes de los Plantagenet y en realidad fue Godofredo de Anjou que fue apodado el Plantagenet, porque llevaba un ramito de flores amarillas de retama en su casco como una insignia (genêt es el nombre francés del arbusto de retama), y fue su hijo, Enrique II, el que se convirtió en el primer rey Plantagenet. Otras explicaciones históricas son que Geoffrey plantó este arbusto como una cubierta de caza o que él la usaba para azotarse a sí mismo. No fue hasta que Ricardo de York, el padre de los dos reyes Eduardo IV y Ricardo III, cuando los miembros de esta familia adoptaron el nombre de Plantagenet, y luego se aplicó retroactivamente a los descendientes de Godofredo I de Anjou como el nombre dinástico.
polianthos: epíteto latino que significa «con muchas flores».
Subespecies
- Genista polyanthos subsp. legionensis (Pau) M. Laínz

## Nombres comunes
- Castellano: abulaga brava, aulaga brava.[7]